# Euxoa unamunoi
Euxoa unamunoi là một loài bướm đêm trong họ Noctuidae.